# Viacheslav Mijailevski
Viacheslav Víktorovich Mijailevski –en ruso, Вячеслав Викторович Михайлевский– (Krasnodar, URSS, 6 de mayo de 1991) es un deportista ruso que compitió en remo. Ganó dos medallas en el Campeonato Europeo de Remo, en los años 2015 y 2016.

## Palmarés internacional
| Campeonato Europeo | Campeonato Europeo     | Campeonato Europeo | Campeonato Europeo |
| Año                | Lugar                  | Medalla            | Prueba             |
| ------------------ | ---------------------- | ------------------ | ------------------ |
| 2015               | Poznań (Polonia)       | Medalla de oro     | Cuatro scull       |
| 2016               | Brandeburgo (Alemania) | Medalla de plata   | Ocho con timonel   |